# Dischistus hirticeps
Dischistus hirticeps är en tvåvingeart som först beskrevs av Mario Bezzi 1921.  Dischistus hirticeps ingår i släktet Dischistus och familjen svävflugor. Inga underarter finns listade i Catalogue of Life.